# Aiolikos FC

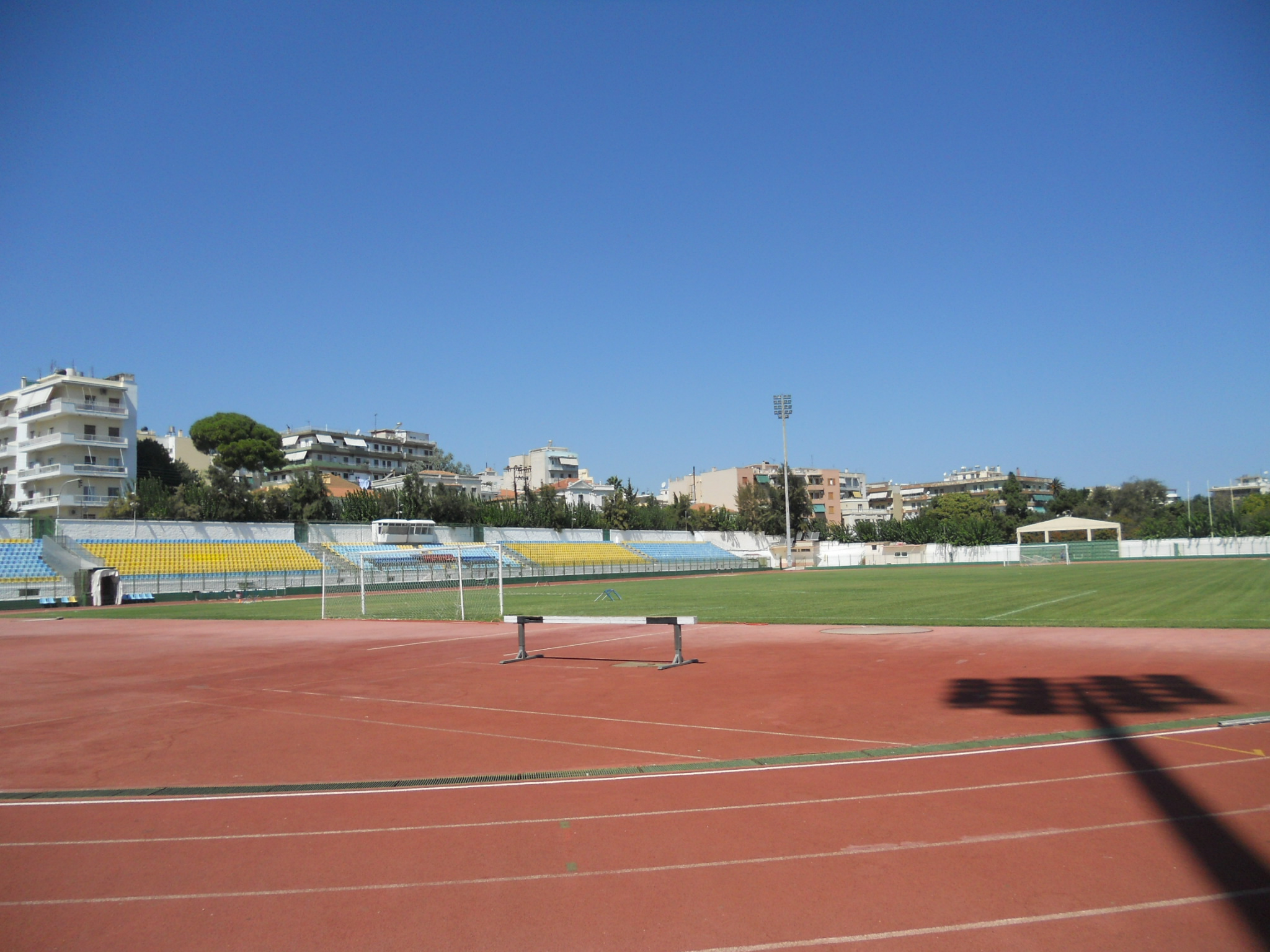
El Mytilene Municipal Stadium.

El Aiolikos FC (en griego: Α.E.Π.Σ. Αιολικός Μυτιλήνης) es un equipo de fútbol de Grecia que juega en la Gamma Ethniki, la tercera división nacional.

## Historia
Fue fundado el 17 de agosto de 1975 en la ciudad de Mytilene luego de la fusión de los equipos locales Atlantas y Apollon y el nombre del equipo está inspirado en los Eolios, manera en la que llamaban en la antigüedad a los habitantes del área de Aeolis en la isla de Lesbos. Al año siguiente participan por primera vez en el Lesbos Football Clubs Association Championship, logrando dos años después el ascenso a la Gamma Ethniki, y en 1982 logran el ascenso a la desaparecida Beta Ethniki. En 1985 estuvo en la fase final por el ascenso a la Alpha Ethniki pero falló.
A partir de inicios de los años 1990 estuvo vagando entre la Gamma Ethniki y la desaparecida Delta Ethniki a pesar de varios problemas, especialmente los económicos que lo llevaron de regreso a la Lesbos Football Clubs Association Championship en 2000. En la siguiente temporada logra el ascenso a la Delta Ethniki y en 2002 gana la Copa Aficionada de Grecia.
En 2005 logra el ascenso a la Gamma Ethniki donde jugó tres temporadas hasta su descenso en 2008 luego de que abandonara la liga por problemas financieros y fuera descendido a la Delta Ethniki. En 2023 gana su grupo y logra por primera vez el ascenso a la Segunda Superliga de Grecia.

## Palmarés
- Third Division: 2

1983–84, 2022-23
- Fourth Division: 3

1981–82, 1991–92, 2004–05
- Lesbos FCA Championship: 6

1963–64, 1975–76, 1976–77, 1978–79, 2000–01, 2013–14
- Amateur Cup: 2

1981–82, 2001–02
- Lesbos FCA Cup: 17

1975–76, 1976–77, 1979–80, 1980–81, 1981–82, 1990–91, 2000–01, 2001–02, 2002–03, 2003–04, 2004–05, 2010–11, 2011–12, 2012–13, 2013–14, 2015–16, 2017–18